# 진구지 나오
진구지 나오(일본어: 神宮寺 ナオ, 1997년 2월 15일~)는 일본의 AV여배우이다.
2021년 8월 발표한 “독자 300명이 선택한 FLASH 2021 섹시 여배우 랭킹” 독자 투표 29위 및 월간 FANZA 발표 「이 AV여배우가 대단하다! 2021년 여름」제6위를 기록했다.